# Araçu
Araçu är en kommun i Brasilien.   Den ligger i delstaten Goiás, i den centrala delen av landet, 200 km väster om huvudstaden Brasília. Antalet invånare är 3 785.
Omgivningarna runt Araçu är huvudsakligen savann. Runt Araçu är det ganska glesbefolkat, med 25 invånare per kvadratkilometer.